# إيرفان هانديتش
إيرفان هانديتش (بالإنجليزية: Irfan Handžić) (مواليد 1 أكتوبر 1956) هو لاعب كرة قدم بوسني محترف سابق شغل مركز حارس المرمى، ومدرب.

## المسيرة كلاعب

### الأندية
قضى هانديتش معظم مسيرته الكروية مع نادي ساراييفو، قبل أن ينتقل إلى الدوري التركي الممتاز.

## المسيرة التدريبية
عمل هانديتش كمدرب في تركيا والكويت وبلده الأصلي البوسنة. وكانت آخر مهامه كمدرب حراس المرمى لفريق نادي ساراييفو.